# Chiquilistlán
Chiquilistlán è un comune del Messico, situato nello stato di Jalisco.